# Archivos de EMI
En el año 2005 se lanzó una edición especial, con los dos álbumes más los dos singles, junto a un libreto acompañante preparado por Alfredo Rosso titulado Archivos de EMI. Es un disco de "grandes éxitos" de la banda argentina de rock Polifemo.

## Lista de temas
- El sueño terminó
- Viene del sol
- Super hombre
- Trópico de cáncer
- Dualidad
- Pie
- Oye Dios que me has dado
- Buzios Blues

## Músicos
- Rinaldo Rafanelli: Voz, Bajo, Guitarra, Teclados, Coros, Percusión
- David Lebón: Voz, Guitarra, Teclados, Percusión, Coros
- Juan Rodríguez: Batería, Percusión
- Ciro Fogliatta: Teclados, Clarinete, Voz, Coros

- Datos: Q5703054